# Рамонь
Рамонь (рос. Рамонь) — селище міського типу, адміністративний центр Рамонського району Воронізької області.
Лежить на річці Воронеж (притока Дону) за 37 км на північ від Воронежа (по трасі) та за 2 км від залізничної станції Рамонь (кінцевої на лінії від станції Графська).

## Відомі люди
- Мосін Сергій Іванович — російський конструктор та організатор виробництва стрілецької зброї.

## Галерея

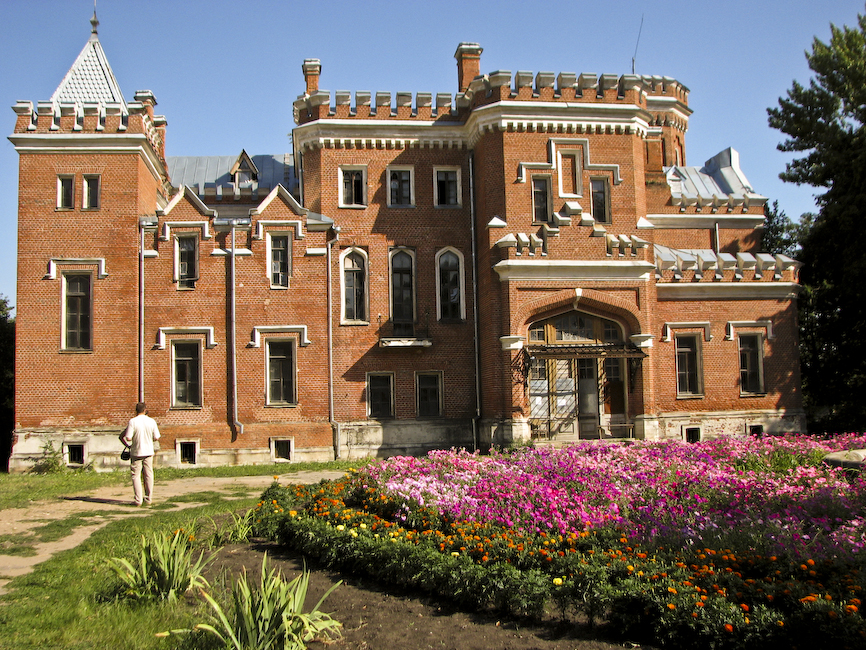
Палац принцеси Ольденбурзької
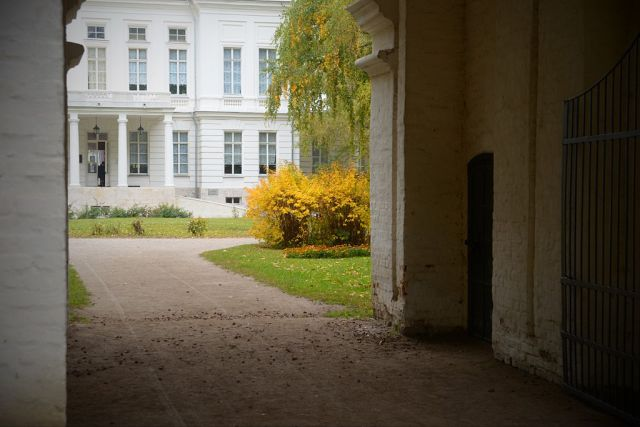
В'їзна брама палацу принцеси Ольденбурзької
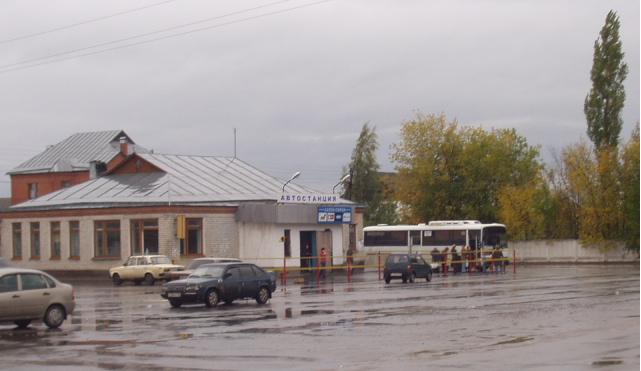
Автостанція у Рамоні
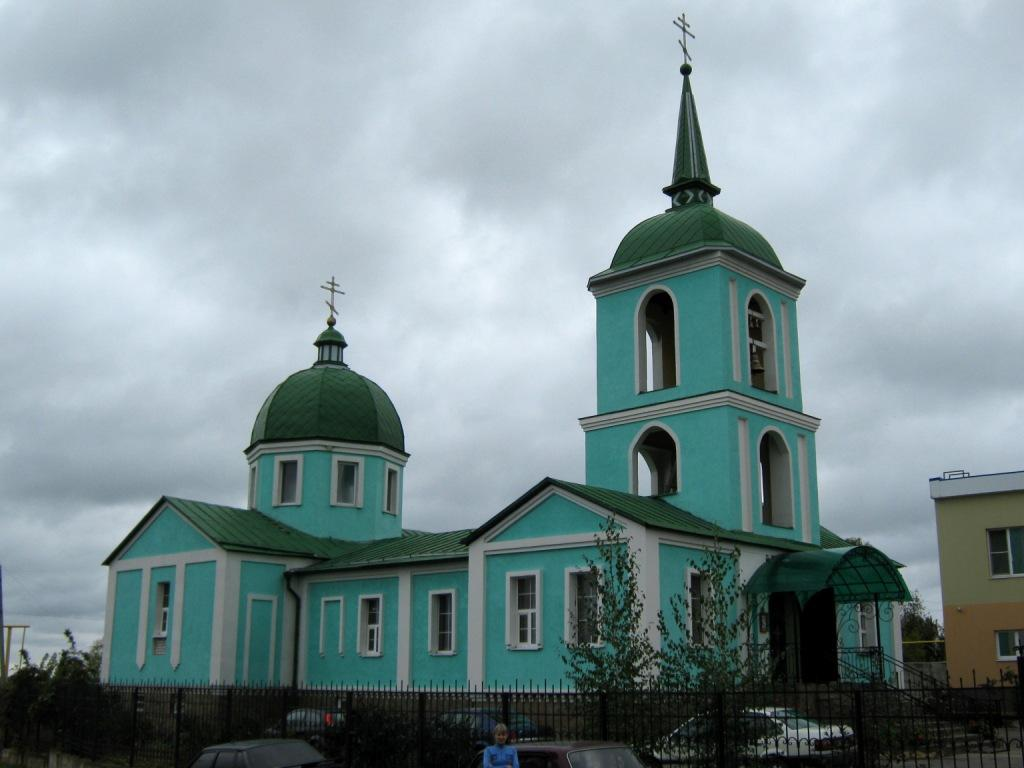
Микільська церква

## Джерело
- Рамонь(рос.)

| Росія | Це незавершена стаття з географії Росії. Ви можете допомогти проєкту, виправивши або дописавши її. |